# Nazionale di atletica leggera della Costa d'Avorio
La nazionale di atletica leggera della Costa d'Avorio è la rappresentativa della Costa d'Avorio nelle competizioni internazionali di atletica leggera riservate alle selezioni nazionali.

## Bilancio nelle competizioni internazionali
La nazionale ivoriana di atletica leggera vanta 14 partecipazioni ai Giochi olimpici estivi su 29 edizioni disputate.
L'unica medaglia olimpica conquistata da un atleta ivoriano è stato l'argento vinto da Gabriel Tiacoh nei 400 metri piani a Los Angeles 1984, mentre ai mondiali la Costa d'Avorio può vantare quattro medaglie d'argento e un bronzo: due argenti vinti da Murielle Ahouré nei 100 e 200 metri piani a Mosca 2013 e tre medaglie vinte da Marie-Josée Ta Lou, di cui due argenti nei 100 e 200 m piani a Londra 2017 e un bronzo nei 100 m piani a Doha 2019.